# Gooseberry Cove Provincial Park
Gooseberry Cove Provincial Park är en provinspark i Newfoundland och Labrador i Kanada. Den ligger på Avalonhalvön på Newfoundland, omkring 30 km söder om Placentia.